# Ермолаевка (Николаевская область)
Ермолаевка (укр. Єрмолаївка) — посёлок в Первомайском районе Николаевской области Украины.
Население по переписи 2001 года составляло 97 человек. Почтовый индекс — 55235. Телефонный код — 5161.

## Местный совет
55242, Николаевская обл., Первомайский р-н, с. Лукашовка, ул. Садовая, 51